# Band in China
"Band in China" é o segundo episódio da vigésima terceira temporada da série animada americana South Park. O 299º episódio da série estreou no Comedy Central, nos Estados Unidos, em 2 de outubro de 2019. O episódio parodia a censura da mídia na China e a maneira como a indústria do entretenimento americana compromete propositalmente suas produções para evitá-la.
Apesar de receber críticas geralmente positivas da crítica americana, o episódio desencadeou uma reação negativa da China. O governo chinês proibiu South Park completamente após o lançamento deste episódio, uma decisão que, por sua vez, atraiu críticas dos criadores da série.

## Enredo
Enquanto Stan Marsh, aluno do quarto ano, compõe uma música para sua nova banda de death metal, Crimson Dawn, seu pai, Randy, anuncia à família que planeja viajar para a China para expandir o negócio de maconha da família, a Fazenda Tegridade. Ao embarcar em um avião para a China, Randy encontra muitas outras pessoas, incluindo jogadores da NBA e personagens da Disney, que também estão indo para lá para expandir seus negócios. Ele é preso em um aeroporto chinês quando maconha é descoberta em sua bagagem e é encarcerado. Na prisão, Randy testemunha a prática de execução sumária e é submetido a reeducação por meio de trabalho, tortura e reeducação pelo Partido Comunista.
Durante um ensaio do Crimson Dawn, a banda recebe a visita de um produtor musical que quer fazer um filme biográfico da banda, já que recursos musicais tradicionais, como álbuns e turnês, não são mais rentáveis. Stan, que deseja desesperadamente deixar sua fazenda, está entusiasmado. Quando a estrutura do filme é discutida, os membros da banda descobrem que certos aspectos de suas vidas terão que ser editados para que o filme seja comercializável na China, devido à censura da mídia naquele país.
Na prisão, Randy conhece os companheiros de prisão Ursinho Pooh e Leitão, que estão lá porque foram proibidos na China depois que memes da internet comparando o líder do Partido Comunista Chinês, Xi Jinping, à versão do Ursinho Pooh da Disney se tornaram populares. Quando Randy é levado perante um tribunal, ele critica o governo chinês pela forma como trata seus prisioneiros, acusando-os de falta de "tegridade" (seu termo para integridade). Quando Mickey Mouse fica sabendo da crítica de Randy, ele o confronta com raiva sobre o negócio na China que está perdendo por causa disso. Mas Randy se mantém firme em sua crença de que os negócios não devem ser conduzidos com base na intimidação, e lhe fala sobre sua ideia de importação de maconha. Quando Mickey e Randy apresentam seu caso às autoridades chinesas, sua oferta é rejeitada, o que Mickey atribui ao caso do Ursinho Pooh. Randy responde usando mel para atrair o Ursinho Pooh para um beco isolado e estrangulando-o até a morte enquanto Leitão assiste horrorizado.
Durante as filmagens do filme do Crimson Dawn, a censura continua a tal ponto que oficiais chineses estão no set para aprovar o conteúdo. O produtor pede a Stan que reescreva o roteiro "com o coração", mas Stan fica frustrado com um censor chinês que fica sobre seu ombro enquanto ele escreve no quarto, apagando as passagens que ele desaprova. Mais tarde, com seus colegas de banda, Stan percebe que o único filme que será aceito na China é algo "sem graça e brega". O melhor amigo de Stan, Kyle Broflovski, desce de um ônibus com Eric Cartman após a estadia deles em um centro de detenção da ICE no episódio anterior. O reencontro dos amigos inspira Stan a reunir sua antiga banda, Fingerbang, para um novo filme biográfico. No entanto, ele muda de ideia durante as filmagens, dizendo que, por mais que ele queira deixar a fazenda, não consegue se comprometer com a China, e comenta que qualquer um que o faça é inútil. Enquanto isso, a Maconha Tegridade se torna legal na China. Enquanto um caminhão basculante descarrega uma carga de dinheiro na fazenda durante uma refeição em família, Stan pergunta a Randy por que ele está coberto de mel e sangue. Quando Randy admite que assassinou o Ursinho Pooh, Stan calmamente se levanta da mesa para escrever outra canção sobre seu pai.

## Recepção e controvérsia

### Recepção
John Hugar, do The A.V. Club, deu nota "B" ao episódio, chamando-o de "forte". Ele comparou a decisão de Parker e Stone de criticar o papel do governo chinês na indústria do entretenimento americana a casos anteriores em que demonstraram ousadia semelhante na escolha do alvo, como quando comentaram sobre as representações do profeta islâmico Maomé na mídia em episódios anteriores. Hugar considerou a prisão sofrida por Randy por não ter pesquisado as leis sobre maconha na China um dos momentos mais engraçados da série. Ele também elogiou a revelação da música da banda Crimson Dawn e o uso do Mickey Mouse, tanto para amenizar cenas tensas quanto como parte fundamental da resolução da história.
O colaborador da Forbes, Dani Di Placido, disse que o episódio foi "hilário e deprimentemente perspicaz" e apontou o contraste entre a decisão de Stan e a escolha de Randy de colocar o lucro acima dos princípios como o melhor exemplo disso.
Joe Matar, escrevendo no Den of Geek, foi menos favorável, dando ao episódio uma classificação de 2 de 5 estrelas; ele achou que a ligação de Trey Parker entre os problemas de relacionamento de Stan e Randy e as questões éticas mais amplas do episódio foi uma escrita inteligente, mas achou que o episódio em geral foi prejudicado por "tramas preguiçosas e humor chocante cansado".
Matthew Rozsa, do Salon, sentiu que o episódio expressava críticas válidas sobre a maneira como a indústria do entretenimento americana se compromete a atender ao governo da China e gostou da maneira como ilustrou esse ponto.
Jahara Matisek, professora da Academia da Força Aérea dos EUA, elogiou o episódio em um artigo para o Modern War Institute, descrevendo a importância de South Park demarcar uma mudança americana na guerra informacional e política contra a China. Matisek argumentou que o episódio, agora proibido na China, "não apenas expõe o conflito de valores, mas também serve como uma forma de promover os interesses americanos e o soft power em uma era em que a China tenta cada vez mais impor uma visão autoritária à sua região e ao mundo".

### Proibição chinesa
Em resposta às críticas do episódio ao governo chinês, South Park foi totalmente banido na China, inclusive em seus serviços de streaming e plataformas de mídia social.
Em outubro de 2019, fontes internas disseram à Bloomberg News que a Apple Inc., que tem uma parcela significativa de seus usuários e fabricantes na China, provavelmente não faria uma oferta pelos direitos de streaming da série devido à proibição na China.
Em resposta às críticas e à subsequente proibição de seu programa na China, os criadores de South Park, Matt Stone e Trey Parker, emitiram um pedido de desculpas simulado, afirmando: "Assim como a NBA, acolhemos os censores chineses em nossas casas e em nossos corações. Nós também amamos o dinheiro mais do que a liberdade e a democracia. Xi não se parece em nada com o Ursinho Pooh. Sintonize em nosso 300º episódio nesta quarta-feira às 10! Vida longa ao Grande Partido Comunista da China! Que a colheita de sorgo deste outono seja abundante! Estamos bem agora, China?" Esta foi uma referência a uma controvérsia em andamento em torno da National Basketball Association (NBA) e aos comentários de Daryl Morey sobre os protestos de 2019-2020 em Hong Kong. Na noite de 8 de outubro de 2019, o episódio foi exibido em uma rua movimentada no distrito de Sham Shui Po, em Hong Kong, como forma de protesto.